# Melampus bidentatus
Melampus bidentatus is een slakkensoort uit de familie van de Ellobiidae. De wetenschappelijke naam van de soort is voor het eerst geldig gepubliceerd in 1822 door Say.